# Rushall Olympic FC
Rushall Olympic FC (celým názvem: Rushall Olympic Football Club) je anglický fotbalový klub, který sídlí ve walsallské městské části Rushall v metropolitním hrabství West Midlands. Založen byl v roce 1893. Od sezóny 2018/19 hraje v Southern Football League Premier Division Central (7. nejvyšší soutěž). Klubové barvy jsou zlatá a černá.
Své domácí zápasy odehrává na stadionu Dales Lane s kapacitou 1 500 diváků.

## Získané trofeje
- Walsall Senior Cup ( 5× )
  - 1964/65, 1999/00, 2008/09, 2010/11, 2011/12
- Staffordshire Senior Cup ( 3× )
  - 2005/06, 2013/14, 2015/16

## Úspěchy v domácích pohárech
Zdroj: 
- FA Cup
  - 4. předkolo: 2007/08, 2011/12, 2013/14
- FA Trophy
  - 1. kolo: 2012/13
- FA Vase
  - 5. kolo: 2000/01

## Umístění v jednotlivých sezonách
Stručný přehled
Zdroj: 
- 1978–1980: West Midlands Regional League (Division One)
- 1980–1994: West Midlands Regional League (Premier Division)
- 1994–2005: Midland Football Alliance
- 2005–2006: Southern Football League (Western Division)
- 2006–2008: Southern Football League (Division One Midlands)
- 2008–2011: Northern Premier League (Division One South)
- 2011–2018: Northern Premier League (Premier Division)
- 2018– : Southern Football League (Premier Division Central)

Jednotlivé ročníky
Zdroj: 
Legenda: Z - zápasy, V - výhry, R - remízy, P - porážky, VG - vstřelené góly, OG - obdržené góly, +/- - rozdíl skóre, B - body, červené podbarvení - sestup, zelené podbarvení - postup, fialové podbarvení - reorganizace, změna skupiny či soutěže
| Sezóny  | Liga                                                | Úroveň | Z  | V  | R  | P  | VG | OG | +/- | B  | Pozice |
| ------- | --------------------------------------------------- | ------ | -- | -- | -- | -- | -- | -- | --- | -- | ------ |
| 2009/10 | Northern Premier League (Division One South)        | 8      | 42 | 16 | 11 | 15 | 68 | 61 | +7  | 59 | 12.    |
| 2010/11 | Northern Premier League (Division One South)        | 8      | 42 | 26 | 3  | 13 | 78 | 45 | +33 | 81 | 3.     |
| 2011/12 | Northern Premier League (Premier Division)          | 7      | 42 | 17 | 10 | 15 | 52 | 51 | +1  | 61 | 8.     |
| 2012/13 | Northern Premier League (Premier Division)          | 7      | 42 | 20 | 10 | 12 | 69 | 55 | +14 | 70 | 6.     |
| 2013/14 | Northern Premier League (Premier Division)          | 7      | 46 | 21 | 12 | 13 | 79 | 65 | +14 | 75 | 7.     |
| 2014/15 | Northern Premier League (Premier Division)          | 7      | 46 | 21 | 9  | 16 | 76 | 64 | +12 | 72 | 9.     |
| 2015/16 | Northern Premier League (Premier Division)          | 7      | 46 | 19 | 12 | 15 | 74 | 61 | +13 | 69 | 10.    |
| 2016/17 | Northern Premier League (Premier Division)          | 7      | 46 | 18 | 10 | 18 | 60 | 60 | 0   | 64 | 12.    |
| 2017/18 | Northern Premier League (Premier Division)          | 7      | 46 | 19 | 9  | 18 | 73 | 79 | -6  | 66 | 8.     |
| 2018/19 | Southern Football League (Premier Division Central) | 7      | 42 |    |    |    |    |    |     |    |        |